# Nina Ziuśkowa
Nina Anatolijiwna Ziuśkowa, ukr. Ніна Анатоліївна Зюськова (ur. 3 maja 1952 we wsi Kalczyk w obwodzie donieckim) – ukraińska lekkoatletka specjalizująca się w biegach sprinterskich, uczestniczka letnich igrzysk olimpijskich w Moskwie (1980), złota medalistka olimpijska w biegu sztafetowym 4 × 400 metrów. Podczas swojej kariery reprezentowała Związek Socjalistycznych Republik Radzieckich.

## Sukcesy sportowe
| Rok  | Miasto   | Zawody               | Konkurencja                      | Wynik                  |
| ---- | -------- | -------------------- | -------------------------------- | ---------------------- |
| 1979 | Montreal | Puchar świata        | sztafeta 4 × 400 m               | 2. miejsce             |
| 1980 | Moskwa   | Igrzyska olimpijskie | sztafeta 4 × 400 m bieg na 400 m | złoty medal 5. miejsce |

## Rekordy życiowe
- bieg na 400 metrów (stadion) – 50,17 – Moskwa 28/07/1980[1]